# 柴滕火山
柴滕火山（西班牙語：volcán Chaitén），又譯作沙伊頓火山，是一個破火山口火山，位於智利中南部湖大區帕莱纳省，地處冰封的明欽馬維達火山西邊，科爾科瓦多灣柴滕鎮北方10（6英里）處，火山口直徑約3（1.9英里），火山口外觀主要為被黑曜石流紋岩覆蓋的火山穹丘，火山穹丘達海拔962（3,156英尺），部份山坡沒有植被，火山口的西側與北側各有一個小湖。
印地安時期，當地所生產的灰色半透明黑曜石，經常被用來製作手工藝品。2008年5月初，柴滕火山再度噴發，據「全球火山計畫」公告的放射性碳定年法判斷，上一次的噴發時間為公元前 7,420年前後各75年之間。智利政府疏散附近軍警居民，大量的火山塵灰噴向高空，飄越阿根廷聖荷赫盆地到達大西洋。

## 2008年噴發
2008年4月30日，沉睡了 9,428（±75）年之久的柴滕火山出現活動現像。
5月2日當地時間 00:30 左右，柴滕火山開始噴發，鄰近10公里處的柴滕鎮及附近居民，在睡夢中被驚醒，智利政府下達緊急疏散，當地4,200名居民帶著簡單的家當，遷往臨時避難所，5月3日完成遷徙計劃，1名 92歲老婦人，在遷移過程中因心臟和呼吸出現異常而身亡。
5月3日至5月5日，火山塵灰持續噴發，順著風勢綿延，學校與機場陸續關閉，遠至120公里外的富塔萊烏富小鎮，累積的火山塵灰厚達30至40公分，居民也被逼疏散。
5月6日當地時間 08:45 左右，突然劇烈爆發出岩漿和火山塵灰，政府再度撤離火山週圍三十公里的所有軍警居民。當天數度劇烈爆發，人造衛星空照圖顯示，大量的火山塵灰噴上 30（19英里）高空，飄越阿根廷聖荷赫盆地到達大西洋。
5月21日，一個新的火山穹丘出現在火山口，5月24日高度已超高舊的穹丘。剛開始時，穹丘在火山口北邊發展6月11日左右，在舊的穹丘上，出現另外兩新的噴孔，一個往西、一個向南發展，結果堵塞了山下的排水溝。
8月5日，火山穹丘漸時停止噴發，究研人員坐直昇機視察。

### 造成損害
柴滕火山山坡及附近的樹林，被火山噴出岩礫所焚毁。智利全國與阿根廷南部大部份地區，被火山灰所覆蓋，對農業產生長遠的影響。
5月12日開始，柴滕鎮被火山泥流侵害，破壞了許多的建築物，把流經鎮上的柴滕河填滿，數週之後，新的河道出現，並破壞了鎮上的道路與建築物。

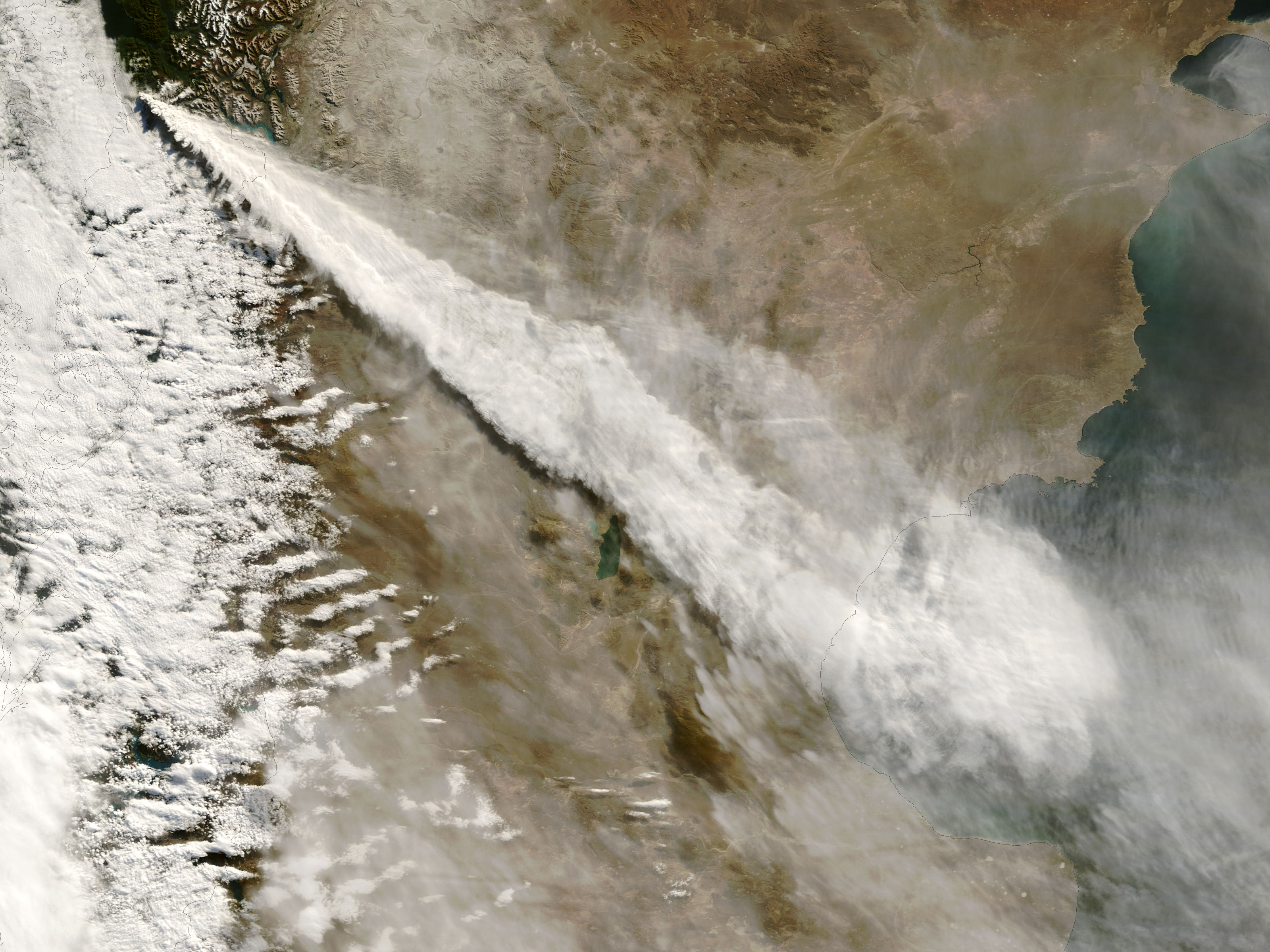
2008年噴發時，大量的火山塵灰噴上高空，飄越阿根廷聖荷赫盆地到達大西洋。 MODIS，2008-05-03
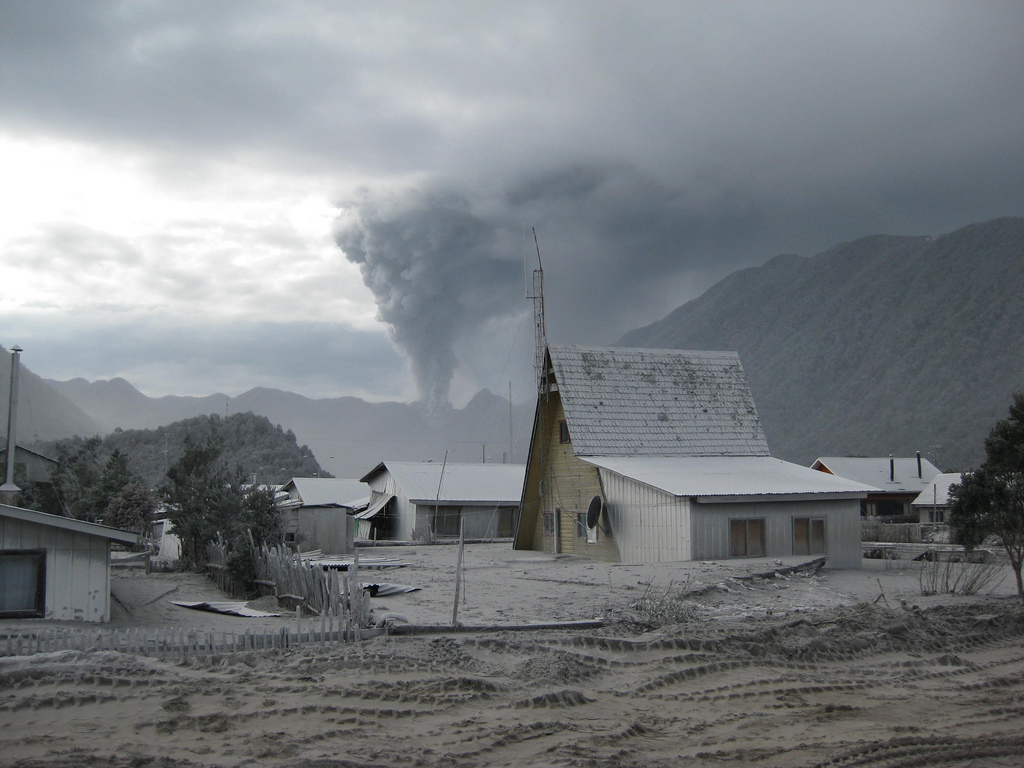
噴發後兩個月的柴滕鎮與柴滕火山。 Macha Chile, 2008-06-28
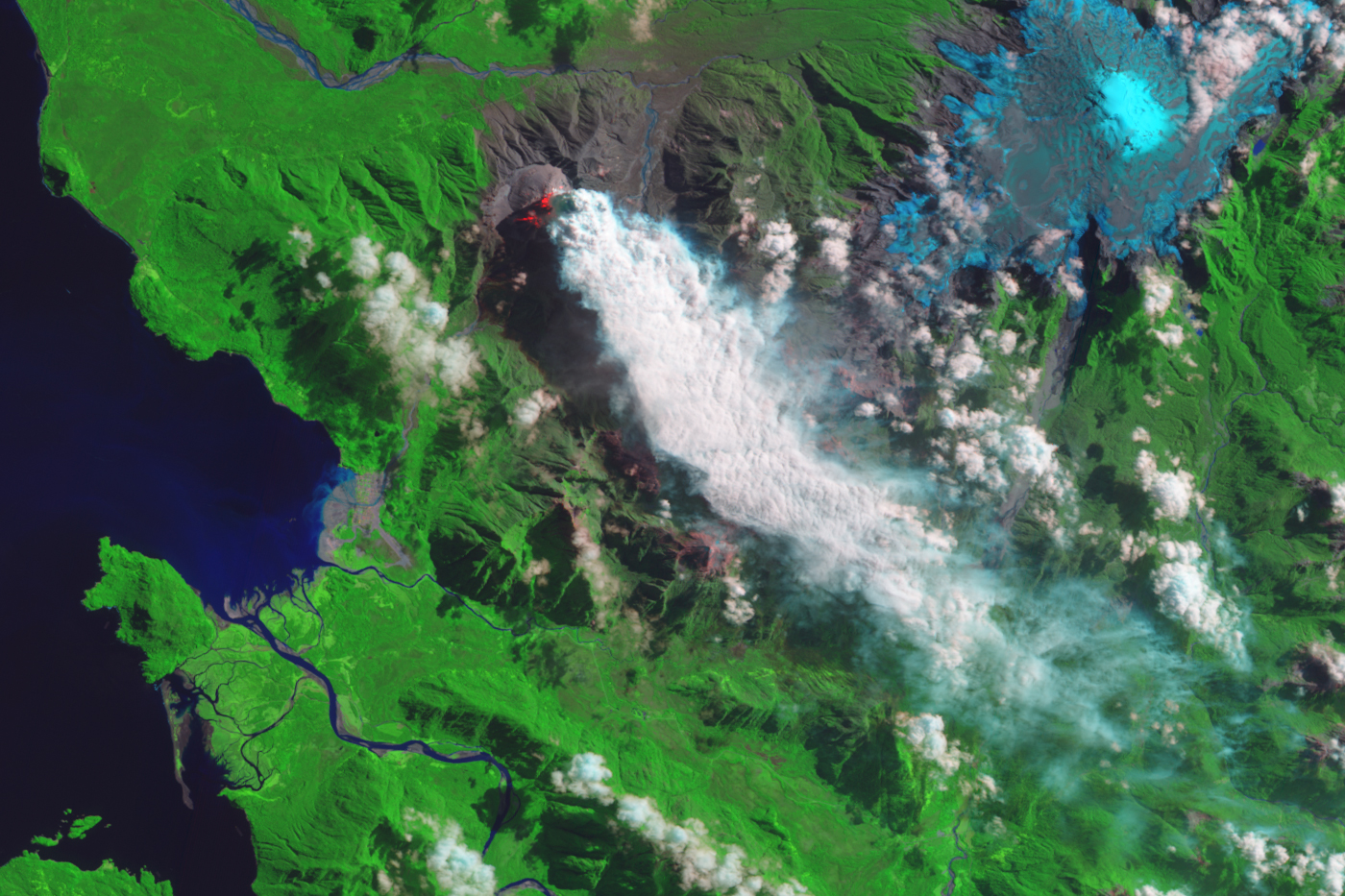
2009年3月的柴滕火山红外影像
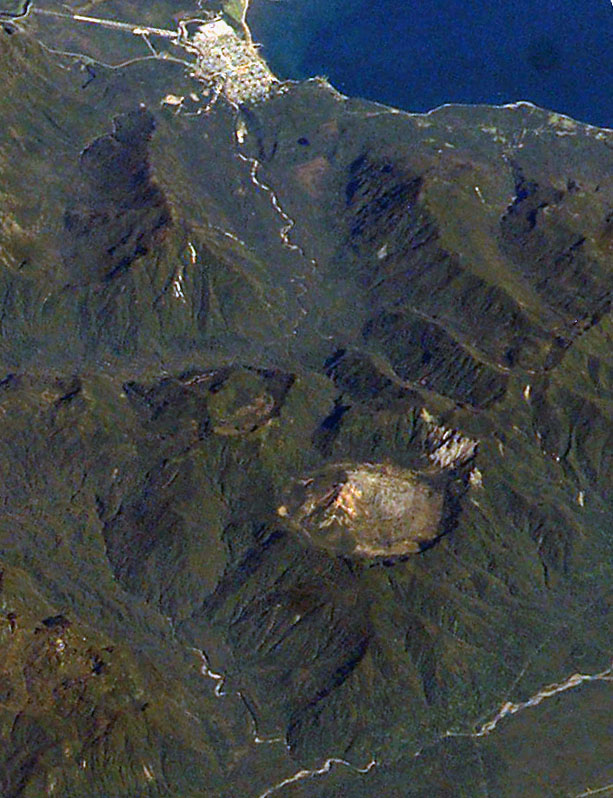
空照圖中間可見圓型的火山口，其右方為「柴滕鎮」。（照片上沿指向東南方）

## 外部連結

### 文獻
- 智利沙伊頓火山至今發威不止·鄰國阿根廷也受火山灰波及，今日新聞網
- （英文）In pictures: Chile volcano erupts （页面存档备份，存于），BBC
- （英文）Chaiten Volcano Still Active - The Big Picture （页面存档备份，存于），Boston.com
- （挪威文）Vulkanen blir sintere （页面存档备份，存于），Dagbladet
- （西班牙文）SERNAGEOMIN （页面存档备份，存于）
- （英文）Chilean volcano turns Chaiten into ghost town （页面存档备份，存于），TerraDaily
- （英文）The Volcanism Blog - Chaitén （页面存档备份，存于）

### 圖片集
- 智利柴滕火山噴發時的閃電奇觀 （页面存档备份，存于），新華網
- （西班牙文）Images and videos of current eruption
- （西班牙文）Region de los Lagos regional government photographs of the emergency.